# Tomoki Imai
Tomoki Imai (今井 智基, Imai Tomoki) est un footballeur japonais né le 29 novembre 1990. Il évolue au poste de défenseur central dans le club australien du Western United.

## Biographie
Avec le club du Kashiwa Reysol, il joue un match en Ligue des champions d'Asie lors de la saison 2015.

## Palmarès
| Omiya Ardija - Championnat du Japon de D2 (1) : - Champion : 2015. |  | Matsumoto Yamaga - Championnat du Japon de D2 (1) : - Champion : 2018. |